# Primera Croada
La Primera Croada (1096-1099) va ser una expedició militar promoguda pel papa Urbà II per conquerir Jerusalem i alliberar del poder musulmà Jerusalem i altres llocs considerats sants, a més d'ajudar l'emperador romà d'Orient Aleix I Comnè a combatre els turcs que estaven envaint les seves terres a l'Àsia central i Pèrsia. El papa Urbà II, al Concili de Clarmont, va predicar la Primera Croada al crit de «Déu ho vol» (Deus vult), amb l'objectiu d'alliberar Jerusalem del domini musulmà, sota el qual portava 400 anys. La seva predicació va provocar un encès fervor religiós entre el poble i la petita noblesa.
Durant la croada, cavallers i pagesos de moltes nacions de l'Europa Occidental van viatjar com a croats per terra i per mar, en primer lloc en direcció a Constantinoble i després cap a Jerusalem. Els pagesos eren molt més nombrosos que els cavallers, i ambdós grups es van dividir en exèrcits separats, però com que els pagesos no estaven tan ben entrenats en combat, el seu exèrcit no va arribar a Jerusalem. En canvi, els cavallers van llançar un assalt a la ciutat i van capturar Jerusalem el juliol del 1099. Van establir els estats croats del Regne de Jerusalem, el Comtat de Trípoli, el Principat d'Antioquia i el Comtat d'Edessa.
La Primera Croada va ser part de la resposta cristiana a l'expansió de l'islam, i va ser seguida per més accions similars, des de la Segona Croada fins a la Novena Croada, però els èxits aconseguits van durar menys de 200 anys. Va representar el primer pas important cap a la reobertura del comerç internacional a Occident des de la caiguda de l'Imperi Romà d'Occident.

## Context històric
La consolidació del sistema feudal a Europa Occidental, després de la caiguda de l'Imperi Carolingi, combinada amb la relativa estabilitat de les fronteres europees, després de la cristianització dels vikings i dels magiars, havia suposat el naixement d'un nou tipus de guerrers (la cavalleria feudal), que es trobava en contínues lluites internes, suscitades per la violència estructural inherent al mateix sistema econòmic, social i polític.
Els llocs més sants del cristianisme es trobaven en poder dels musulmans: la ciutat de Jerusalem i els seus voltants, on Crist havia mort i predicat. A més, els omeies havien arrabassat Síria i Egipte a l'Imperi Romà d'Orient. El Nord d'Africa i una bona part de la península Ibèrica es trobava en mans de petits regnes musulmans, com ara els aglàbides, que havien atacat Itàlia al segle ix. Pisa, Gènova i els comtes catalans havien començat a batallar contra els diferents regnes musulmans, a fi i efecte d'assegurar-se el control de la conca del Mediterrani.
No obstant això, el factor desencadenant més visible que contribuí al canvi d'actitud occidental envers els musulmans, va tenir lloc el 1009, quan el califa fatimí Abu-Alí Mansur ibn al-Aziz al-Hàkim bi-amr-Al·lah ordenà destruir l'Església del Sant Sepulcre.
La idea d'una Guerra Santa contra els musulmans, finalment, va quallar entre la població, i resultà una idea atractiva per als poders religiosos i seculars, i també per al poble en general. En part, aquesta situació es veié afavorida pels èxits militars dels regnes europeus a la Mediterrània. Alhora, sorgí una nova concepció política que englobava tota la Cristiandat, la qual cosa suposava la unió de tots els regnes cristians per primer cop, sota la supervisió espiritual del papat, i la creació d'un exèrcit cristià que lluités contra els musulmans.

## Situació a Europa
A la part occidental d'Europa, la colonització feudal a la península Ibèrica ja era una realitat al segle xi, intermitentment ideològica, com s'evidencia llegint la Crònica Albeldense, però no era una protocroada, tot i que cavallers estrangers, principalment des de França, es dirigiren a la península Ibèrica per ajudar els cristians en la seva lluita contra els sarraïns. Poc abans de la primera croada, el papa Urbà II havia animat els comtats de la Gòtia a reconquerir Tarragona, utilitzant molt del mateix simbolisme i retòrica que s'utilitzaria més tard per predicar la croada a la gent d'Europa.
El cor mateix de l'Europa Occidental havia estat relativament estabilitzat, després de la cristianització dels saxons, vikings, i hongaresos al final del segle x però la caiguda de l'Imperi Carolingi feu emergir una classe sencera de guerrers que ara tenia poc a fer, llevat de lluitar entre ells. La violència aleatòria de la classe cavalleresca era regularment condemnada per part de l'Església i responent a aquests conflictes, s'establí l'anomenada Pau i Treva de Déu per prohibir les baralles certs dies de l'any.
El papat volia afirmar la seva primacia sobre els diversos poders terrenals, entre ells el Sacre Imperi Romanogermànic, mantenint la Lluita de les Investidures, i els papes com Gregori VII justificaven la subsegüent guerra contra els partidaris de l'emperador en termes teològics. Es tornava acceptable, doncs, que el papa utilitzés cavallers en nom de la cristiandat, no solament contra enemics polítics del papat, sinó també contra els musulmans que ocupaven la península Ibèrica o, teòricament, en contra l'Imperi Seljúcida a l'est.

## Situació a Àsia
A l'est d'Europa hi havia l'Imperi Romà d'Orient, habitat per cristians que havien seguit durant molt de temps un ritu ortodox separat, fins que el 1054 es produí l'anomenat Cisma d'Orient. S'ha sostingut que el desig d'imposar l'autoritat de l'Església Romana a l'est pot haver estat un dels objectius de la croada, encara que Urbà II, que impulsava la Primera Croada, no es refereix mai a tal objectiu a les seves cartes durant la campanya croada. Els turcs seljúcides havien pres gairebé tota Anatòlia després de la derrota romana d'Orient en la batalla de Mantziciert el 1071, amb el resultat que, en vigílies del concili de Clarmont, el territori controlat per l'Imperi Romà d'Orient s'havia reduït a menys de la meitat. En el temps de l'emperador Aleix, l'Imperi Romà d'Orient es limitava en gran part a l'Europa balcànica i el serrell nord-occidental d'Anatòlia, i feia front a enemics normands per l'oest i als turcs a l'est. En resposta a la derrota de Mantziciert i subsegüents pèrdues romanes d'Orient en Anatòlia el 1074, el papa Gregori VII havia demanat als milites Christi (‘soldats de Crist’) que anessin a ajudar l'Imperi Romà d'Orient. Aquesta crida, llargament ignorada (fins i tot va aixecar oposició), ara despertava un gran entusiasme a l'oest d'Europa.
Fins a l'arribada dels croats, els romans d'Orient havien estat lluitant contínuament contra els seljúcides i altres dinasties turques pel control d'Anatòlia i Síria. Els seljúcides, que eren musulmans ortodoxos sunnites, havien governat anteriorment el gran Imperi Seljúcida, però en el temps de la Primera Croada, estaven dividits en diversos petits estats, després de la mort Màlik-Xah I, el 1092. Màlik-Xah I fou succeït en el Soldanat de Rum per Kilidj Arslan I, i a Síria pel seu germà Tútuix I, que va morir el 1095. Els fills de Tútuix, Fakhr al-Mulk Radwan i Duqaq heretaren Alep i Damasc respectivament, dividint posteriorment Síria entre emirs antagònics l'un amb l'altre, i també enfrontats amb Kerbogha, l'atabeg de Mosul.
Egipte i bona part de Palestina eren controlats pels xiites del Califat Fatimita, la qual cosa era significativament menor des de l'arribada dels seljúcides. La guerra entre els fatimites i els seljúcides causà grans entrebancs als cristians locals i als pelegrins de l'oest. Els fatimites, sota el govern nominal del califa al-Musta'li, que de fet era controlat pel visir al-Afdal Shahanshah, havien perdut Jerusalem enfront dels seljúcides el 1073, tot i que alguns registres més antics diuen que fou el 1076. Tanmateix, varen reconquerir la ciutat el 1098 a la dinastia ortúquida, una petita tribu turca que s'havia associat amb els seljúcides, justa abans de l'arribada dels croats.

## Croada popular
Simultàniament a Urbà II, diversos predicadors, entre els quals destaca Pere l'Ermità, van aconseguir atiar a una gran multitud de gent humil, «entre ells camperols i artesans, a més de serfs» que, encara que el papa Urbà havia planejat la partida de la croada per al 15 d'agost del 1096 coincidint amb la festivitat de l'Assumpció de Maria, s'engegà abans d'esta data formant un exèrcit desorganitzat i mal proveït format per camperols i nobles menors, sota la «direcció» de Pere l'Ermità, amb la intenció de conquistar Jerusalem pel seu compte. Guillem de Tir era de l'opinió que va ser Pere l'Ermità qui havia donat la idea de la croada a Urbà. També la idea que Pere va dirigir un grup sense entrenar d'analfabets que ni tan sols sabien on estava Jerusalem cal matisar-la, ja que de fet hi va haver molts cavallers entre els pagesos, com ara Walter l'Indigent, que va ser lloctinent de Pere i va portar un exèrcit independent.
A principi d'agost del 1096 van travessar el Bòsfor i van prosseguir el seu descontrolat avanç. Aleix I havia aconsellat Pere l'Ermità que acampés i esperés els altres croats que viatjaven des de la resta d'Europa, però els lloctinents de Pere es van impacientar i van decidir seguir la travessa, animats pels botins que aconseguien en el camí. Van marxar cap a Nicea amb un exèrcit d'uns 20.000 integrants.
A Nicea van ser emboscats i aniquilats pels turcs seljúcides el 21 d'octubre del 1096. Pere l'Ermità i un reduït nombre de supervivents van tornar a Constantinoble, on van esperar l'arribada dels cavallers croats.

## La croada alemanya
Paral·lelament a la croada de Pere l'Ermità, d'altres bandes sorgiren tropes de voluntaris que es caracteritzaren per desordres encara més importants. És el cas de les bandes de Volkmar (Folkmar), de Gottschalk, d'Emich de Flonheim, també conegut com a Emicho de Leiningen.
- Volkmar amb prop de 12.000 homes passà pel Ducat de Saxònia i Bohèmia, massacrant els jueus a Ratisbona i a Praga, abans d'ésser dispersats a Hongria.
- El sacerdot alemany Gottshalk reagrupà una banda de prop de 15.000 homes i tornà cap a Hongria, on els seus cavallers croats cometeren diverses malifetes abans d'ésser massacrats o capturats pels hongaresos.
- Finalment, Emich de Flonheim, cavaller-bandit del Rhin, es lliurà a autèntics pogroms a les viles per on travessà durant el mes de maig: Metz, Espira, Trèveris, Worms, Magúncia i Colònia. Lluny de ser desorganitzada, la tropa d'Emich de Leiningen, on figuraven nombrosos senyors feudals (Guillem Charpentier, vescomte de Melun i Gâtinais, Clarembaud de Vendeuil, Thomas de Marle, Drogon de Nesle), en veure refusada l'entrada a Hongria, emprengué el setge de Wieselburg (actualment Mosonmagyaróvár), on fou esclafada pels hongaresos. Emich aconseguí escapolir-se i retornar al seu país, mentre que Thomas, Clarembaud i Guillem le Charpentier s'ajuntaren amb Hug de Vermandois.

## La croada dels prínceps
Dirigida per membres de la noblesa, però no pas reis, estava formada principalment per gent procedent del Regne de França, els Països Baixos i Sicília. El fracàs de la «croada dels pobres» no és altra cosa que el preàmbul del que avui es coneix com a Primera Croada, també coneguda com a «Croada dels Prínceps». Molt més organitzada que l'anterior, la croada dels prínceps estava formada per membres de la noblesa feudal. A causa de l'èxit que tingué la convocatòria del papa, no fou possible plantejar una expedició unitària, per la qual cosa sortiren d'Europa diverses expedicions que, prenent diferents rutes, havien de confluir a Constantinoble.

### Composició dels exèrcits croats
Hi hagué quatre grups principals en les expedicions que sortiren cap a Terra Santa
- El primer grup, de cavallers de Lorena i Flandes, estava comandat per Jofré de Bouillon, que estava acompanyat pels seus germans Balduí i Eustaqui, i s'adreçaren a Constantinoble a través dels territoris que avui formen part d'Alemanya i Hongria.
- El segon grup estava compost per cavallers normands septentrionals, comandats per Hug de Vermandois, germà de Felip I de França, que duia l'estendard papal, Esteve II de Blois, cunyat del rei Guillem II d'Anglaterra, el comte Robert II de Flandes i Robert II de Normandia. Aquesta expedició sortí de la ciutat de Bari.
- El tercer grup era format per cavallers normands meridionals, al front dels quals es trobava Bohemon de Tàrent, que anava acompanyat del seu nebot Tancred. Aquest grup es reuní amb els normands septentrionals i, tots plegats, partiren vers Constantinoble.
- El quart grup era format per cavallers d'Occitània, comandats per Ramon IV de Tolosa, acompanyats pel legat pontifici i cap espiritual de l'expedició Ademar de Le Puy.[4] Aquest grup es dirigí cap a Constantinoble tot travessant els territoris d'Eslovènia i Dalmàcia.[25]

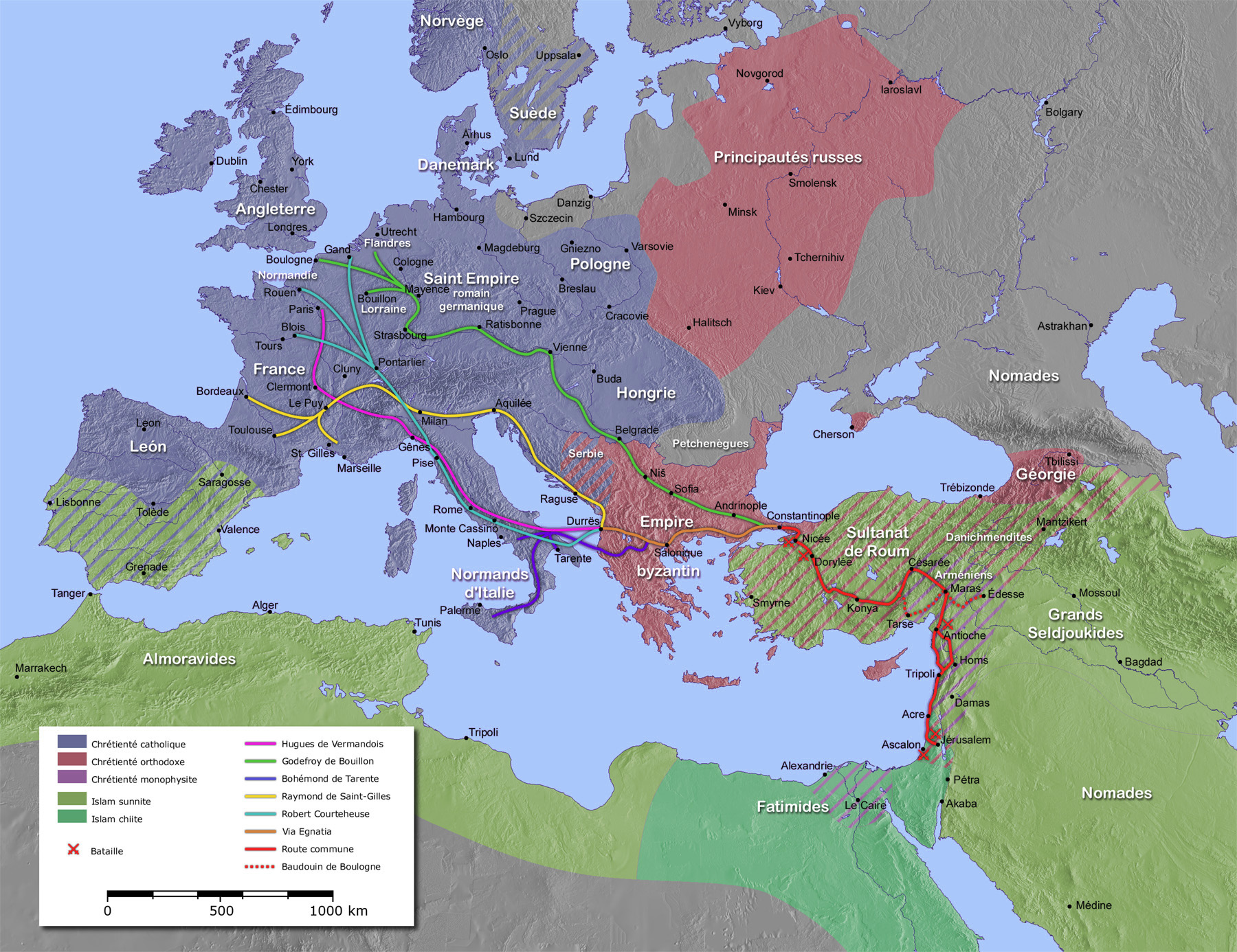
Mapa de la primera croada (1096-1099)

Els quatre exèrcits principals de croats deixaren Europa pels volts de l'agost del 1096 i es reuniren als afores de les muralles de Constantinoble entre el novembre del 1096 i l'abril del 1097. Hug de Vermandois va arribar el primer, seguit per Jofré de Bouillon, Ramon IV de Tolosa, i Bohemon de Tàrent. Aquesta vegada, l'emperador Aleix I Comnè estava més preparat per als croats; hi va haver menys incidents de violència al llarg del camí. Els exèrcits estaven compostos de 30.000 a 35.000 homes, incloent-hi 5.000 de cavalleria. Ramon tenia el contingent més gran, amb aproximadament 8.500 soldats d'infanteria i 1.200 de cavalleria.

### Participació catalana en la Primera Croada
Aquesta Primera Croada va comptar amb participació catalana: Guillem II de Cerdanya (conegut pels arabs com al-Cerdani) i Girard I de Rosselló i els seus vassalls, en la host de Ramon IV de Tolosa. Es dona la circumstància que precisament són comtes titulars de territoris que no tenien frontera amb l'islam (com Barcelona o Urgell, per exemple) i, per tant, no tenien com ells les oportunitats d'obtenir ingressos o escometre gestes guerreres. Tanmateix, sembla força probable que el comte Berenguer Ramon II de Barcelona també hi prengués part possiblement complint penitència, un cop el seu nebot Ramon Berenguer III va accedir al soli comtal.

### Arribada a Constantinoble

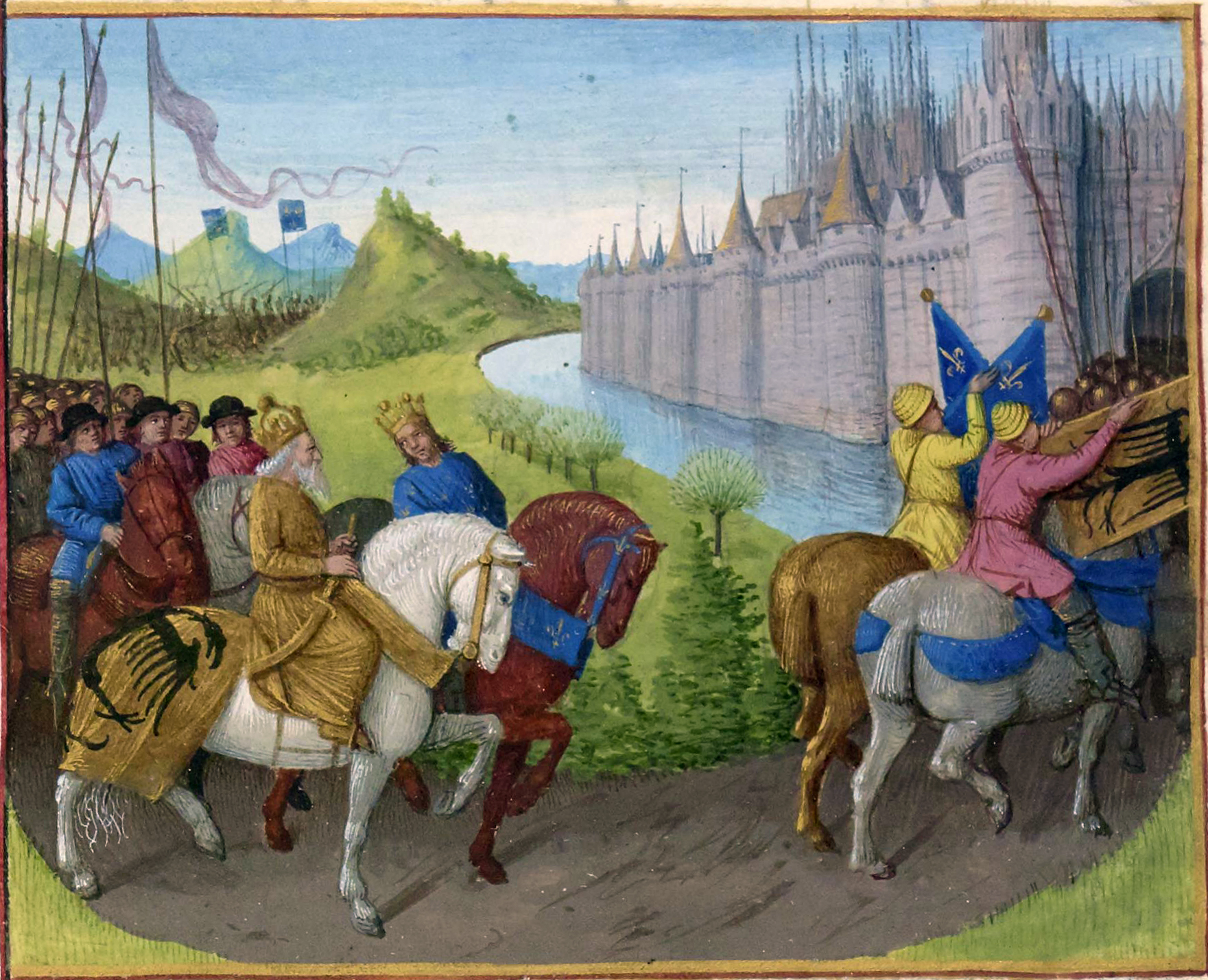
Arribada dels Croats a Constantinoble, pintura de Jean Fouquet

Els prínceps arribaven a Constantinoble amb poc menjar i esperaven rebre queviures i ajut d'Aleix I Comnè, l'emperador romà d'Orient. Aquest, comprensiblement, no se'n refiava, després de les seves experiències amb la croada popular, i també perquè els cavallers incloïen a les seves files el seu antic enemic normand, en Bohemon, que havia envaït territori romà d'Orient en nombroses ocasions amb el seu pare, Robert Guiscard, i podia fins i tot intentar organitzar un atac contra Constantinoble mentre eren acampats a fora de la ciutat.
Els croats esperaven que Aleix es convertís en el seu líder, però aquest no estava gens interessat a ser-ho. La seva preocupació era transportar-los a Àsia Menor tan de pressa com fos possible. A canvi de menjar i subministraments, Aleix demanà als líders que li juressin fidelitat a ell i prometessin de retornar-li qualsevol territori que fos recuperat als turcs. Jofré de Bouillon fou el primer a prestar el jurament, i gairebé tots els altres líders el seguiren, encara que feien això després que a la ciutat se succeïssin tot un seguit de conflictes entre els croats i els soldats de l'emperador. Sols Ramon IV de Tolosa evità de fer el jurament, comprometent-se simplement a no fer gens de mal a l'imperi. Abans d'assegurar-se que els diversos exèrcits s'enviaven a l'altre costat del Bòsfor, Aleix aconsellà els líders sobre quina fora la millor manera d'enfrontar-se als exèrcits dels seljúcides, que aviat els sortirien a l'encontre.

## Setge de Nicea
La primavera del 1097 els croats van marxar cap a la guerra. La seva primera victòria, lluitant al costat dels soldats romans d'Orient, va ser a la ciutat de Nicea, que havia estat presa pels turcs seljúcides uns anys abans. Jofré i els seus cavallers hi van tenir una petita participació, amb Bohemon comandant el setge.
Els exèrcits croats passaren a l'altra banda d'Àsia Menor durant la primera meitat del 1097, on se'ls uní Pere l'Ermità i el que quedava del seu exèrcit. A més a més, Aleix també va enviar dos dels seus propis generals, Manuel Boutoumides i Tatici, per tal d'ajudar els croats. El primer objectiu de la seva campanya era Nicea, que anteriorment havia estat sota el control de l'Imperi Romà d'Orient, però que havia esdevingut la capital del Soldanat de Rum, sota Kilidj Arslan I. Arslan era fora, de campanya contra els danixmendites a l'Anatòlia Central en aquell moment, i havia deixat enrere el seu tresor i la seva família, subestimant la força d'aquests nous croats. Posteriorment, amb l'arribada dels croats, la ciutat fou sotmesa a un llarg setge, i quan Arlsan s'assabentà d'això, se'n tornà cap a Nicaea i atacà l'exèrcit croat el 16 de maig. La inesperada grandària de les forces croades el feu retrocedir, amb elevades pèrdues per les dues bandes.
El setge continuà, però els croats tenien poc èxit, perquè es trobaren que no podien blocar el llac que hi havia al sud-oest de la ciutat, i per on aquesta podia ser aprovisionada. A fi i efecte de vèncer la resistència de la ciutat, Aleix envià als croats barques que feu rodolar per terra al damunt de troncs, a part de fer venir màquines de setge. Finalment, la ciutat es rendí el 18 de juny. Tanmateix, la ciutat fou presa per les tropes romanes d'Orient; els estendards romans onejaven a les muralles, mentre als croats se'ls prohibí saquejar la ciutat o fins i tot entrar-hi si no era en petits grups (màxim deu persones).
Aquesta política era fruit de les negociacions secretes que havien tingut lloc entre l'emperador i els assetjats. De fet, els turcs de Nicea havien demanat a l'emperador Aleix que els ajudés després de la rendició i retirada d'Arslan, per la qual cosa donà ordres a Boutoumites de negociar en secret, i al marge dels croats, la rendició de la ciutat. No cal dir que els croats s'endugueren una gran sorpresa, a part de sentir-se molt decebuts i enfadats perquè no se'ls va permetre de fer pillatge a la ciutat. L'emperador els forní de vitualles, diners i cavalls per la següent campanya, però això no apaivagà la ràbia dels croats.
Després de deixar la ciutat en mans dels romans d'Orient, els croats reprengueren la seva marxa envers Jerusalem. Esteve de Blois, en una carta a la seva dona, Adela de Blois, va escriure que pensava que la marxa duraria unes cinc setmanes, tot i que en realitat van ser dos anys.

## Campanya cap a Jerusalem

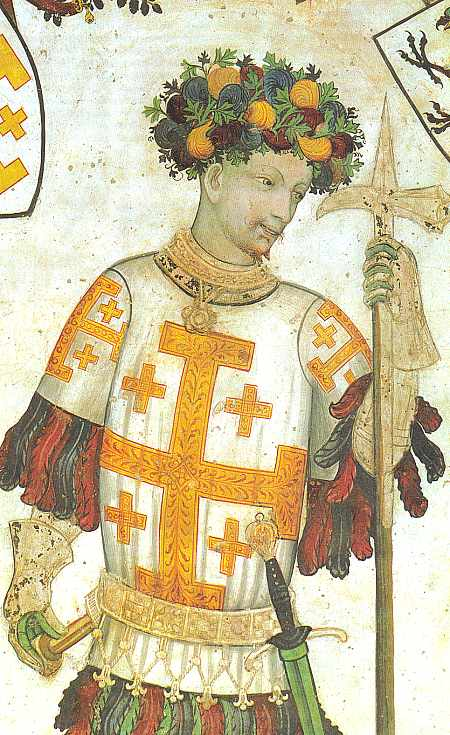
Jofré de Bouillon, d'un fresc amb els nou preuats de Giacomo Jaquerio, 1420

### Batalla de Dorilèon
A la darrera setmana de juny, els croats marxaren a través d'Anatòlia. Els acompanyaven algunes tropes romanes d'Orient sota el comandament de Takitios, i encara tenien l'esperança que Aleix els enviés un exèrcit romà d'Orient al darrere. Havien dividit també l'exèrcit en dos grups, per fer-lo més fàcil de dirigir. Un grup estava format per normands, l'altre pels francesos.
Els dos grups s'havien de trobar altre cop a Dorilèon, però l'1 de juliol els normands, que havien marxat al capdavant dels francesos, foren atacats per Kilij Arslan. Aquest havia arreplegat un exèrcit força més important que el que prèviament s'havia hagut de rendir a Nicea, i ara envoltava els normands amb el ràpid moviment dels seus arquers que es trobaven en posicions més elevades. «Els nostres es preguntaven d'on hauria pogut sortir aquella munió de turcs, àrabs i sarraïns», diu l'autor anònim de la Gesta dels Francs. René Grousset apunta que potser els turcs espiaven els croats des de Nicea i varen triar un moment en què Bohemon i els seus soldats s'havien allunyat de la resta de la tropa.
Els normands desplegaren una posició defensiva en cercle i enviaren gent a demanar ajut a l'altre grup. Quan els francesos arribaren, Jofré s'obrí pas a través de les línies turques i el legat Adhemar superà els turcs des del darrere; aleshores els turcs, que havien esperat destruir els normands i no s'anticiparen a l'arribada dels francesos, s'estimaren més fugir que no plantar cara a l'exèrcit croat combinat.
En la persecució, els croats s'apoderaren de l'antic camp dels àrabs turcs i, de cop i volta, es trobaren amos i senyors d'una gran quantitat de queviures, tendes magníficament adornades, immensos tresors, tota classe de bèsties i, sobretot, un gran nombre de camells.

### Setge d'Antioquia
L'exèrcit croat, mentrestant, marxà cap a Antioquia, que es trobava a mig camí entre Constantinoble i Jerusalem. Fou descrita per Esteve de Blois com «una ciutat gran més enllà de tota creença, molt forta i inassaltable». La idea de prendre la ciutat per assalt era una cosa desencoratjadora pels croats. Esperant més aviat forçar una capitulació o trobar un traïdor a dins de la ciutat —una tàctica que ja s'havia vist prèviament a Antioquia, amb el canvi de control dels romans d'Orient i els turcs seljúcides— l'exèrcit croat sotmeté Antioquia a setge el 20 d'octubre del 1097.
Gairebé durant vuit mesos de setge, es veieren forçats a derrotar dos importants exèrcits de socors, sota el lideratge de Duqaq i Fakhr al-Mulk Radwan. Antioquia era tan gran que els croats no disposaven de suficients tropes per rodejar-la, per la qual cosa era capaç d'estar parcialment abastida.

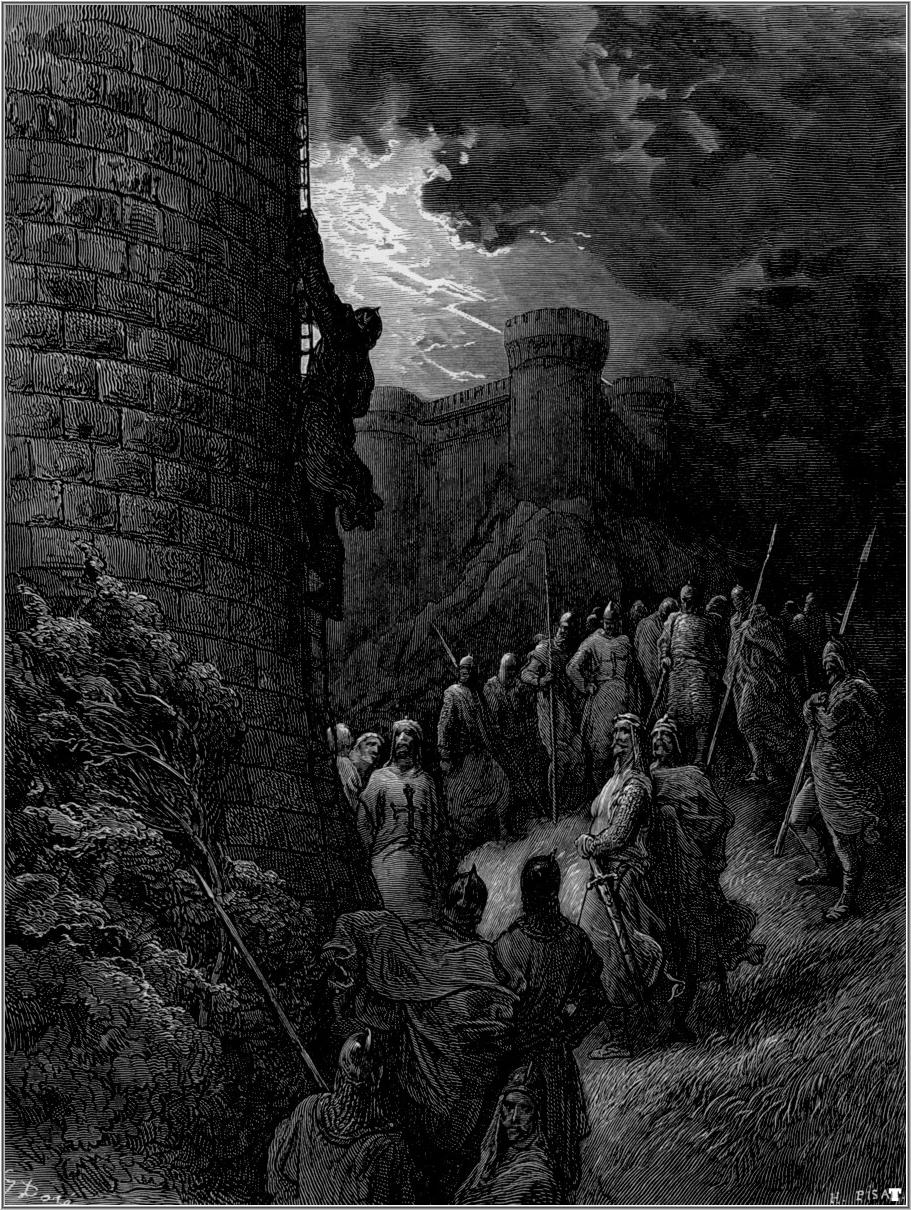
Bohemon de Tàrent tot sol puja la muralla d'Antioquia, un gravat de Gustave Doré.

El maig del 1098, Kerbogha de Mosul s'atansà a Antioquia per socórrer els assetjats. Bohemon subornà un guàrdia armeni anomenat Firuz per tal que rendís la seva torre. Així, al juny, els croats pogueren entrar a la ciutat, i mataren molts dels seus habitants. No obstant això, sols uns pocs dies més tard, els musulmans arribaren, deixant assetjats els antics assetjadors. Fou en aquest punt que un monjo anomenat Pere Bartomeu afirmà que havia descobert la Llança Sagrada a la ciutat i, per bé que alguns es mostraren escèptics, això fou vist com un signe que els donaria la victòria.
El 28 de juny del 1098, els croats derrotaren Kerbogha en una batalla campal als afores de la ciutat. La victòria fou conseqüència de la inhabilitat de Kerbogha per organitzar les diferents faccions en el seu exèrcit. Mentre els croats marxaven cap als musulmans, la secció fatimita de l'exèrcit desertà del contingent turc, perquè temia que en Kerbogha esdevingués massa poderós si era capaç de derrotar els croats. D'acord amb una llegenda tardana, un exèrcit de sants cristians vingué en ajut dels croats durant la batalla, esclafant l'exèrcit de Kerbogha.
Bohemon, després de la retirada dels exèrcits romans d'Orient que els havien acompanyat en l'expedició, al·legà que Aleix havia desertat de la croada, la qual cosa invalidava tots els seus juraments envers ell. Mentre que Bohemon afirmava les seves pretensions envers Antioquia, no tothom hi estava d'acord (entre d'altres, Ramon de Tolosa), per la qual cosa la croada es retardà durant la resta de l'any, mentre els nobles discutien entre ells.
Mentrestant, una plaga (amb tota probabilitat, el tifus), caigué sobre els croats, causant-hi moltes morts, inclosa la del legat Adhemar, que morí l'1 d'agost. Els pagesos musulmans de la zona refusaren de fornir els croats amb queviures. Aleshores, al desembre, després que la vila àrab de Ma'arrat al-Numan fos capturada, la història descriu la primera ocurrència de canibalisme (ritual) entre els cavallers croats. Al mateix temps, els cavallers de menor rang s'impacientaven i amenaçaren de continuar a Jerusalem sense els seus comandants, que no paraven de discutir. Finalment, al principi del 1099, es reprengué la marxa, deixant enrere Bohemon com a primer príncep d'Antioquia.
No és casual que tota la campanya fins a Jerusalem consistís en diversos setges a ciutats fortificades. Després de les derrotes patides, els musulmans no estaven en condicions de lluitar a camp obert contra l'exèrcit croat.

## Formació dels estats croats

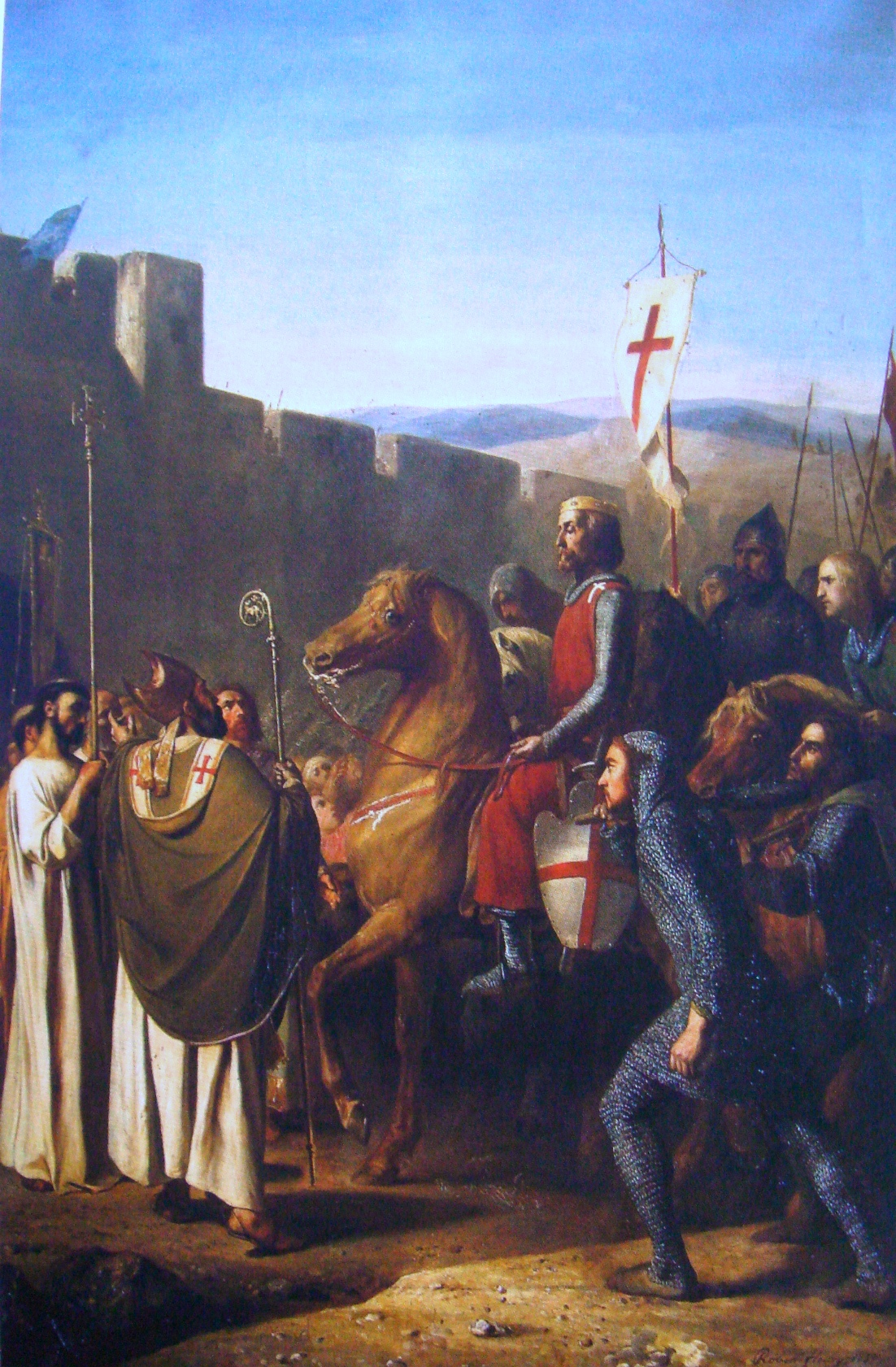
Balduí de Boulogne retratat en la seva entrada a Edessa el 1098. Un clergue armeni li dona la benvinguda.

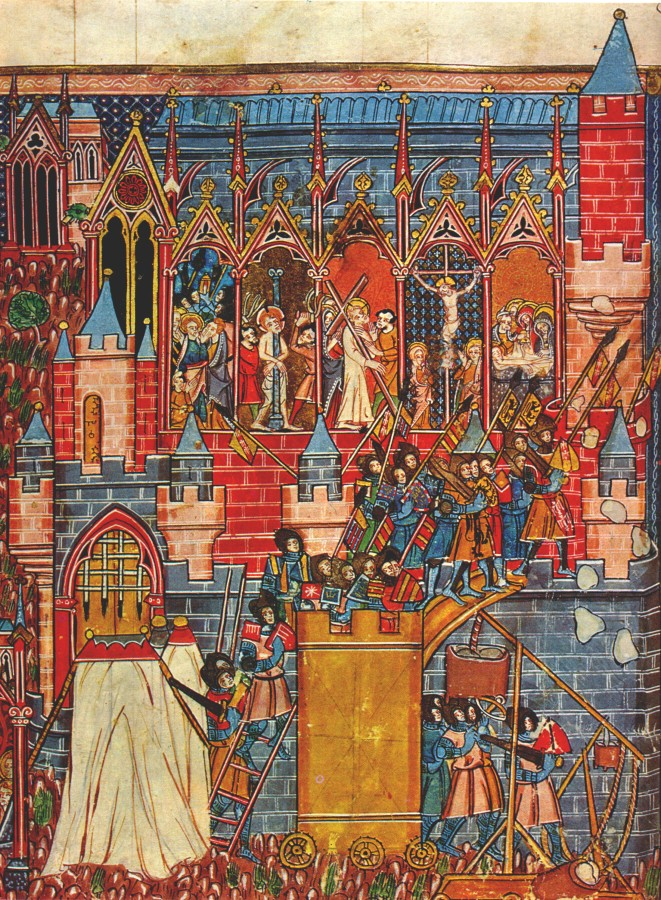
El setge de Jerusalem il·lustrat en un manuscrit medieval.

Bohemon de Tàrent, que havia estat el primer a entrar a Antioquia reclamava la ciutat per a ell, i va decidir quedar-s'hi per assegurar les seves noves possessions fundant el Principat d'Antioquia. Balduí de Boulogne va escollir quedar-se al Comtat d'Edessa, l'estat croat que havia fundat a Edessa. La majoria de la infanteria volia continuar cap a Jerusalem, però Ramon IV de Tolosa, el més poderós dels prínceps, dubtava sobre si prosseguir endavant. Finalment, després de mesos d'espera, les pressions dels soldats van fer-li emprendre la marxa, a la qual Jofré de Bouillon s'afegí de seguida.

## Setge i presa de Jerusalem: la massacre
En el seu camí cap a Jerusalem, els croats trobaren poca resistència, perquè els governants locals s'estimaven més fer la pau amb ells i fornir-los de provisions abans de lluitar. El 7 de juny, els croats arribaren a Jerusalem, que havia estat reconquerida als seljúcides, per part dels fatimites, solament un any abans. Molts croats ploraren en veure la ciutat que tant de temps havien trigat a assolir.
La seva arribada a Jerusalem els revelà que tenien davant seu un país àrid, mancat d'aigua i de queviures. Aquí no hi havia perspectiva d'ajut, i fins i tot temien un imminent atac per part dels governants fatimites locals. No hi havia esperança d'intentar blocar la ciutat, tal com ho havien fet a Antioquia; els croats tenien insuficients tropes, queviures i temps. Més tard, resolgueren que havien de prendre la ciutat a l'assalt. Certament, les seves possibilitats de reeixir en l'intent eren mínimes; s'estima que només varen arribar a Jerusalem uns 12.000 homes, incloent-hi 1.500 de cavalleria. Aquests contingents, formats per homes de diferents orígens i diverses obediències, estaven en el punt més baix d'allò que en podríem dir «camaraderia». Un exemple: mentre Jofré i Tancred acampaven al nord de la ciutat, Ramon feu el mateix al sud. A més, el contingent provençal no prengué part en l'assalt inicial del 13 de juny. Aquest primer assalt fou, potser, més especulatiu que determinant i, després d'escalar la muralla exterior, els croats foren repel·lits des de l'interior mateix.
Després del fracàs de l'assalt inicial, s'organitzà una reunió entre els diversos líders, en la qual s'acordà que en el futur es requeriria un atac més concertat. El 17 de juny, una partida de mariners genovesos, sota el comandament de Guillem Embriaco, arribà a Jaffa, i proveí els croats amb enginyers experts i, potser més important, els aportà fusta (extreta dels vaixells amb què van arribar), per construir maquinària de setge.
La moral dels croats es veié fortament millorada quan un capellà, Pere Desideri, assegurà que havia tingut una visió divina, on s'assenyalava que calia fer una marxa al voltant de les muralles de la ciutat amb els peus descalços, i que després d'això la ciutat cauria, seguint l'exemple de la història bíblica de Josuè i el setge de Jericó. El 8 de juliol, els croats realitzaren la processó, tal com els havia dit Desideri, tot i que alguns no hi estaven gens d'acord i fins i tot arribaren a reprovar-ho públicament. Poc després arribaren notícies que una expedició fatimita de socors havia sortit d'Egipte, donant als croats un fort incentiu per fer un altre assalt a la ciutat.
L'assalt final a Jerusalem començà el 13 de juliol. Les tropes de Ramon IV de Tolosa atacaren per la porta sud, mentre que les altres contingents atacaren per la muralla nord. Inicialment, els occitans feren petits progressos a la porta sud, però els va anar millor als contingents de la muralla nord, amb un desgast lent però constant de la defensa. El 15 de juliol, es llançà l'atac definitiu, un últim esforç es va posar en marxa en els dos extrems de la ciutat, i finalment, la defensa interior de la muralla nord fou capturada. Enmig d'un pànic generalitzat, els defensors abandonaren les muralles de la ciutat pels dos extrems, permetent als croats, finalment, entrar-hi.

### La massacre
Un cop la ciutat va caure el 15 de juliol del 1099, els croats van embogir i van matar tots els habitants de la ciutat amb molt poques excepcions. Els mateixos testimonis dels propis croats deixen poc dubte que hi hagué un gran carnatge en acabar-se el setge. Tanmateix, alguns historiadors apunten que potser la magnitud de la massacre fou exagerada en posteriors fonts medievals, ja fos per la influència de fonts musulmanes o per la mala interpretació del que explicaren els croats, que recorregueren a un llenguatge apocalíptic per descriure l'escena. Les reaccions musulmanes contemporànies a la massacre han quedat silenciades comparades amb les darreres polèmiques sobre aquest tema.
Alguns dels habitants es van refugiar al Mont del Temple, perseguits per Tancred i els seus homes. Aquests assaltaren el recinte i massacraren la major part dels defensors. Els que restaren vius es refugiaren a la mesquita d'Al-Aqsa. Tancred ordenà que s'aturés la carnisseria, perquè tenia la vista posada en els diners que es podien obtenir pel rescat dels captius. Però alguns homes que no estaven sota el seu comandament van entrar a la mesquita i en massacraren tots els defensors.
De la mateixa manera, molts dels jueus de la ciutat s'havien refugiat a la sinagoga principal. Els croats la van cremar sencera des dels fonaments, amb tota la gent a dins. Tanmateix, sembla clar que alguns musulmans i jueus sobrevisqueren: alguns aconseguiren escapar i altres foren capturats i utilitzats com a mà d'obra per portar les muntanyes de cossos morts als afores de la ciutat. També hi havia l'esperança d'obtenir rescat per ells.
La població cristiana oriental de la ciutat havia estat expulsada abans del setge pel governador, per la qual cosa va escapar a la massacre. Iftikhar-ad-Dawla, comandant de la guarnició defensora, es refugià a la Torre de David amb una reduïda guàrdia personal, i va negociar una rendició amb Ramon de Sant Geli. Finalment, se'ls permeté d'anar-se'n en llibertat a Ascaló
Per fer-nos una idea del carnatge que es dugué a terme a Jerusalem, ens podem remetre a la Historia Francorum qui cepirent Iherusalem, escrita per Ramon d'Aguilers, que va participar en la Primera Croada amb els occitans que comandava Ramon IV de Tolosa.
| « | Meravellosos espectacles alegraven la nostra vista. Alguns de nosaltres, els més pietosos, tallàrem els caps dels musulmans; altres els convertiren en fitons de les seves fletxes; altres anaren més lluny i els arrossegaren als foguerons. En els carrers i places de Jerusalem no es veia més que piles de caps, mans i peus. Fou vessada tanta sang a la mesquita edificada sobre el Temple de Salomó, que els cadàvers hi suraven, i a molts de llocs la sang ens arribava fins als genolls. Quan no hi havia més musulmans per matar, els caps de l'exèrcit anaren en processó a l'església del Sant Sepulcre per la cerimònia de l'Acció de Gràcies. | » |

## Regne de Jerusalem

Escut d'armes del Regne de Jerusalem

Amb la ciutat capturada, van reunir-se el 22 de juliol a l'església del Sant Sepulcre per acordar el govern del nou estat. Ramon IV de Tolosa va renunciar d'entrada a ser escollit rei, sembla que per fingir humilitat i esperant que els altres nobles insistirien, de tota manera, en la seva elecció. Però Jofré, que havia esdevingut el més popular dels dos després de les accions de Ramon al setge d'Antioquia, va acceptar el govern del Regne de Jerusalem (tot i que no va voler ser nomenat rei explícitament). Ramon es va enfurismar davant d'aquest fet i va abandonar la ciutat amb el seu exèrcit.
La naturalesa exacta i el significat del títol de Jofré encara són motiu de controvèrsia. Tot i que és generalment acceptat que va prendre el títol d'Advocatus Sancti Sepulchri (advocat o defensor del Sant Sepulcre), aquest títol és solament usat en una carta que no fou escrita per Jofré. En comptes d'això, el mateix Jofré sembla haver utilitzat el terme princeps, més ambigu, o simplement retingué el seu títol de dux de la Baixa Lorena. D'acord amb el que diu Guillem de Tir en una carta escrita a les darreries del segle xii, quan Jofré era gairebé un llegendari heroi a les croades de Jerusalem, ell refusà de dur «una corona d'or» allà on Crist havia portat «una corona d'espines». Robert de Reims és l'únic cronista contemporani que ens diu que Jofré prengué el títol de «rei».
Durant el 1100, Jofré va obtenir victòries importants sobre les ciutats costaneres d'Acre, Ascaló, Arsuf, Jaffa i Cesarea. Tot i que no va aconseguir annexionar-ne cap al Regne de Jerusalem, les va convertir en tributàries. Després de la mort de Jofré, els seus partidaris van imposar-se a la voluntat de Daimbert i van fer coronar el 25 de desembre de 1100 el seu germà Balduí de Boulogne com a rei de Jerusalem.

### Batalla d'Ascaló
Durant el seu breu govern Jofré de Bouillon es va veure obligat a defensar el Regne de Jerusalem dels atacs del Califat Fatimita egipci. L'agost del 1099, va véncer en la batalla d'Ascaló, lloc on s'havien refugiat les tropes que havien marxat de Jerusalem sense lluitar, i preparaven la reconquesta. comandades per Al-Àfdal ibn Badr al-Jamalí. També es va enfrontar a l'oposició de Daimbert de Pisa, patriarca llatí de Jerusalem i aliat de Ramon IV de Tolosa. L'enfrontament entre les dues faccions cristianes després de la batalla, va impedir prendre la ciutat d'Ascaló, que es va mantenir en mans musulmanes i es convertiria en una amenaça permanent a la frontera del nou regne en els propers anys.

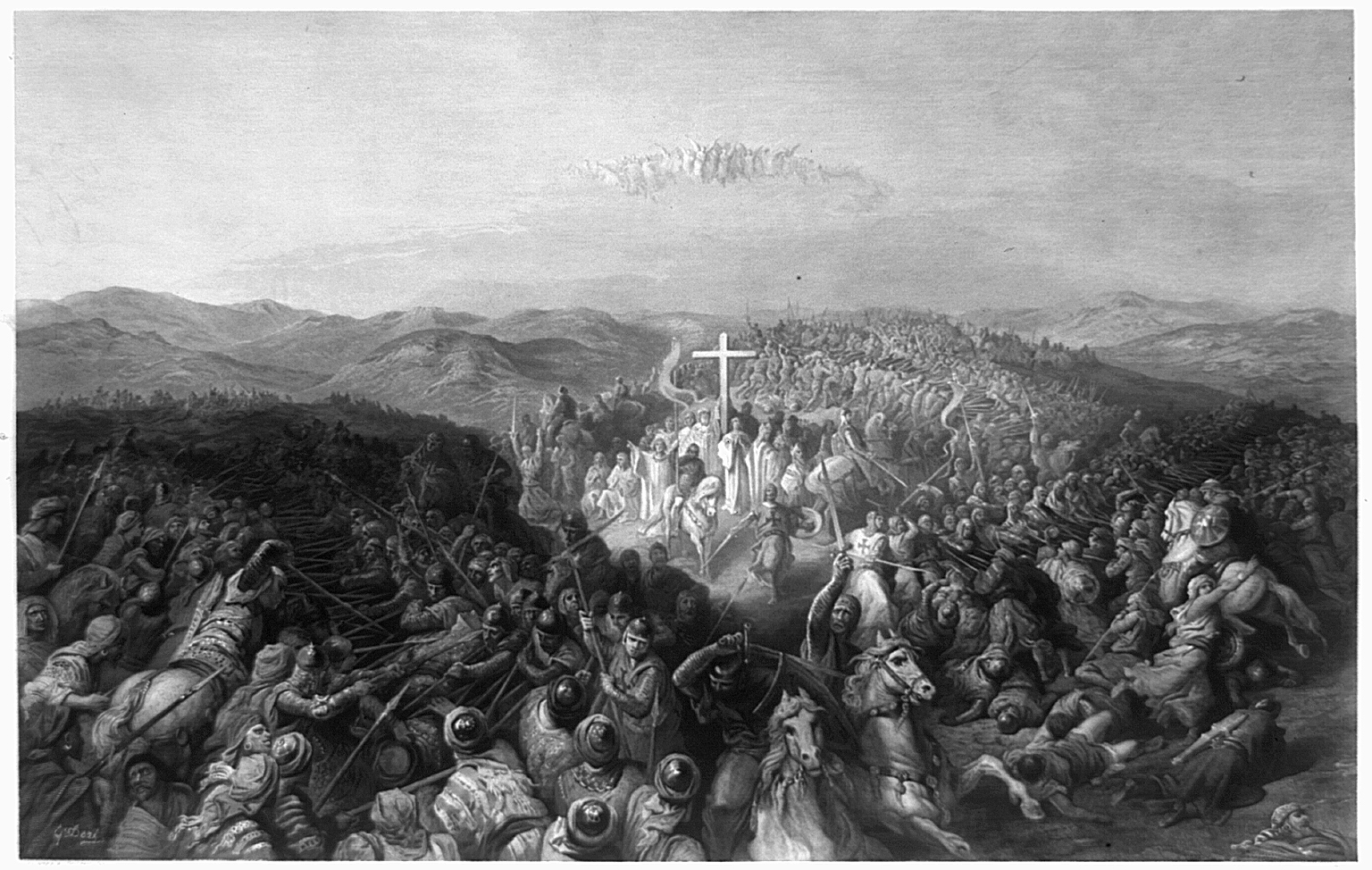
Un gravat de la batalla d'Ascaló, obra de C.W. Sharpe, basat en una pintura del mateix títol de Gustave Doré.

Els croats havien tractat de negociar amb els fatimites durant la seva marxa cap a Jerusalem, però no se'n sortiren. Després que els croats capturaren Jerusalem als fatimites, s'assabentaren que un exèrcit fatimita els volia atacar ben aviat. El 10 d'agost, Jofré de Bouillon conduí les tropes que romanien a Jerusalem envers Ascaló, a un dia de marxa.
S'estima que les tropes fatimites eren compostes per uns 50.000 homes (altres fonts parlen de 20.000 o 30.000). Les seves tropes consistien en turcs seljúcides, àrabs, perses, armenis, kurds, i etíops, conduïts pel visir al-Afdal Shahanshah. Per fer-los enfront dels croats disposaven, segons estimacions de Ramon d'Aguilers, d'uns 1.200 cavallers i uns 9.000 homes d'infanteria.
El 12 d'agost, exploradors croats descobriren la localització del campament fatimita vers el qual els croats marxaren immediatament. D'acord amb la majoria de relats dels croats i dels musulmans, els fatimites van ser agafats desprevinguts. Tot i que la batalla havia de ser bastant curta, amb un exèrcit fatimita mal preparat, finalment trigà algun temps a resoldre's, segons Albert d'Aix. Al-Afdal Shahanshah i el seu exèrcit es retiraren a la poderosa ciutat fortificada d'Ascaló.
L'endemà, els croats s'assabentaren que Al-Àfdal Shahanshah havia retornat a Egipte per vaixell, i saquejaren el que quedava del campament fatimita. Després de retornar a Jerusalem, molts croats se'n tornaren cap a casa seva, a Europa.

## Conseqüències

Els estats croats després de la primera croada

La Primera Croada aconseguí la conquesta de Jerusalem i Antioquia i formar els estats croats d'Edessa, Antioquia, Jerusalem i Trípoli a Palestina i Síria, així com els aliats al llarg de la ruta dels croats, com és el cas del Regne d'Armènia Menor.
En retornar a casa seva, els que havien sobreviscut a la presa de Jerusalem varen ser tractats com a herois. Robert de Flandes es va guanyar el sobrenom de Hierosolymitanus, gràcies a les seves proeses. La vida de Jofré de Bouillon esdevingué llegendària fins i tot quan no feia massa que era mort. En alguns casos, la situació política a casa havia estat fortament afectada per l'absència dels croats. A tall d'exemple, mentre Robert Curthose era a la croada, el tron d'Anglaterra havia passat al seu germà Enric I d'Anglaterra, la qual cosa provocà un conflicte que desembocà en la batalla de Tinchebray, el 1106.
Mentrestant, l'establiment dels estats croats a l'est ajudà a alleugerir la pressió dels seljúcides a l'Imperi Romà d'Orient, que havia reconquerit alguns dels seus territoris a Anatòlia amb l'ajut dels croats, i experimentà un període de relativa pau i prosperitat al segle xii. L'efecte sobre les dinasties musulmanes a l'est va ser gradual però important. Després de la mort de Malik Xah I el 1092, la inestabilitat política i la divisió del gran Imperi Seljúcida comportà que no es pogués plantejar una defensa coherent contra l'expansionisme dels estats llatins. La cooperació romangué difícil durant moltes dècades, però des d'Egipte a Síria i fins a Bagdad es feien crides per a l'expulsió dels croats, crides que culminaren en la reconquesta de Jerusalem per part de Saladí a les darreries del segle, quan els aiúbides ja havien unificat les àrees del voltant.

## La Primera Croada en l'art i la literatura
L'èxit de la croada inspirà la imaginació literària dels poetes a França, els quals, al segle xii, començaren a compondre diverses cançons de gesta celebrant les gestes de Jofré de Bouillon. Algunes d'aquestes, com ara la Chanson d'Antioche són semihistòriques, mentre que altres són completament fantàstiques, i es descriuen batalles amb dragons o connecten els avantpassats de Jofré amb la llegenda del Cavaller del Cigne. El conjunt de cançons és conegut com el Cicle dels Croats.
La Primera Croada fou també una inspiració per a artistes de segles posteriors. El 1580, Torquato Tasso escrigué Jerusalem alliberada, un ampli i fictici poema èpic sobre la presa de Jerusalem. Georg Friedrich Händel va compondre música basada en el poema de Tasso per a la seva òpera Rinaldo. Al segle xix, el poeta Tommaso Grossi també va escriure un poema èpic, que fou la base de l'òpera de Giuseppe Verdi I Lombardi alla prima crociata.